# Словаки

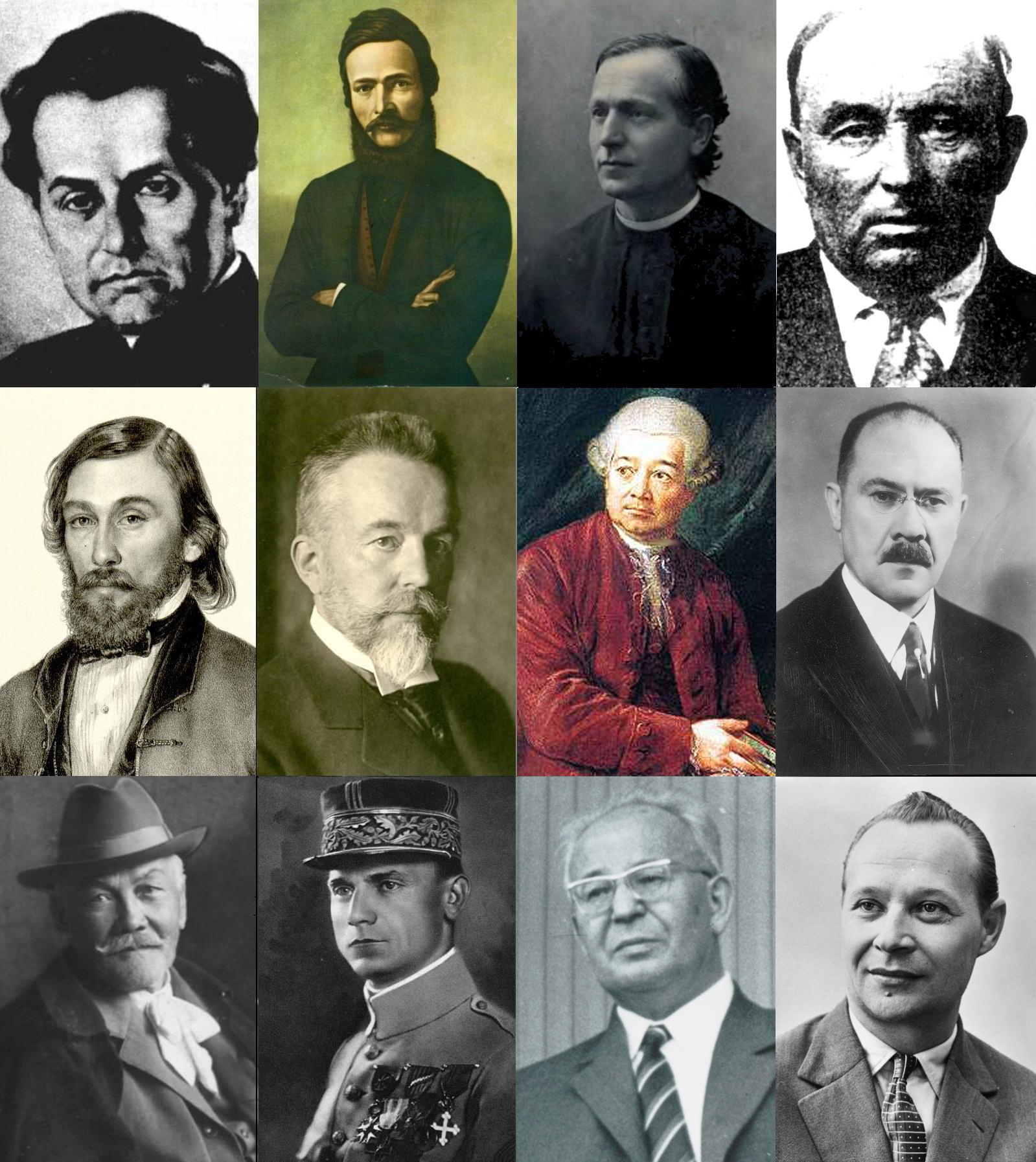
Антон Бернолак, Людовит Штур, Андрей Глинка, Штефан Банич, Йозеф Гурбан, Аурель Стодола, Адам Коллар, Милан Годжа, Павол Гведзослав, Милан Штефаник, Густав Гусак, Александр Дубчек

Слова́ки (словац. Slováci, в ед. ч. Slovák, в жен. р. Slovenka) — западнославянский народ, являющийся основным населением Словакии.
Значительные общины словаков живут в Чехии, США, Венгрии, Румынии, Сербии, Хорватии и Канаде. Численность словацких меньшинств составляет: в США 797 764 (2000), Чехии (от 147 000 до 350 000), Венгрии 17 693 (2001), Канаде (от 50 000 до 100 000), Сербии (59 000, из этого более 56 000 в Воеводине), Польше (от 10 000 до 47 000), Румынии (18 000), Украине (от 7000 до 17 000), Хорватии (прежде всего, в восточной Славонии), других странах ЕС, Австралии и в Латинской Америке.

## Этноним
Термин «словак» впервые упоминается (как человек, названный Словаком) в письменном источнике 7 сентября 1444 года. Население Великой Моравии — предков словаков — ряд источников обозначал как лат. sclavi или ст.‑слав. словѣне (вероятно, это самоназвание населения Великой Моравии).
Термин sclavi для обозначения какого-то славянского населения (словаков, словенцев, славонцев или новых славянских колонистов) в латиноязычных источниках Венгрии появился не позднее XII века. В XI—XIV веках в соседних с Венгрией странах особого названия словаков, вероятно, не существовало. В источниках XIII века sclavi упоминаются как жители северной Венгрии наряду с венграми и немцами. Так, в грамоте короля Андраша II от 1233 года говорится: «…Являются ли они венграми или sclavi, или немцами, пусть получают четвёртую часть четвертины десятин».
В 1381 году славянское население города Жилина, обозначенное в документе как sclavi, обратилась с жалобой к Лайошу I на притеснения со стороны немцев. До XV века словаки предположительно называли себя «словенами» («словенин, словенка, словенский»).
Современный термин «словак» (словац. Slovák) появился в XV веке в Чехии — предположительно, в среде Пражского университета.

## История

### V—IX века
Непосредственно славянские предки словаков жили (по господствующему мнению) по меньшей мере со времени великого переселения народов (примерно с 500 года н. э.) в области нынешней Словакии. Единого мнения о прародине предков словацкого народа у историков нет: по одному мнению, заселение славянами нынешней Словакии шло двумя волнами — с севера и с юга; согласно другому, район их расселения накануне великого переселения уже захватывала район Карпат (по мнению Трубачева или согласно летописи Нестора). С точки зрения словацких лингвистов первая фаза развития протославянских основ словацкого языка началась одновременно с прибытием славян.
В VII веке предки словаков были составной частью ядра населения державы Само. Согласно археологическим находкам отчасти прослеживается непрерывность между находками времен государства Само и более поздним находками VIII—IX веков.

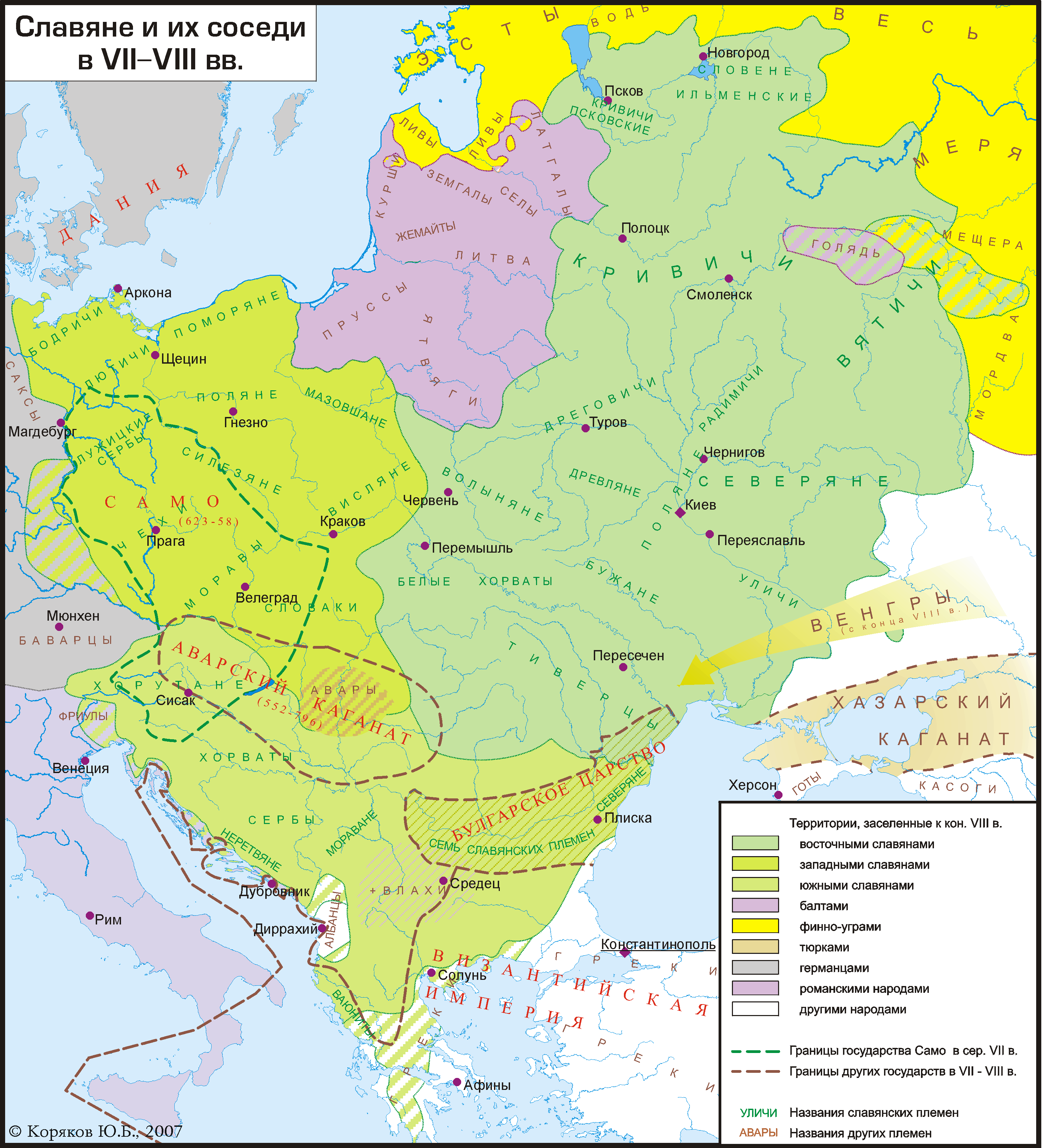
Карта расселения славян и их соседей на конец VIII века.

В VIII веке предки словаков основали Нитранское княжество, которое стало в 833 году составной частью Великоморавской державы. Предки словаков образовали, таким образом, вместе с предками чехов ядро населения Великой Моравии. По мнению некоторых славистов, словацкий язык непосредственно развился из праславянского. По господствующему мнению словацких лингвистов вторая фаза развития праславянской основы словацкого языка началось в VIII веке.
Важным событием IX века была славянская миссия двух братьев из Салоник, Константина (Кирилла) и Мефодия в Великую Моравию (863—864). Константин разработал специально для миссии первый славянский алфавит — глаголицу, внедрил символ византийского двойного диеза (который является сегодня словацким государственным гербом), избрал так называемый старославянский язык для его моравской миссии и вводил уже подготовленные с Мефодием первые переводы литургических и библейских текстов на старославянский. Старославянский язык воспринял немало элементов из западно-славянских диалектов во время моравской миссии. Таким образом, тогдашняя версия глаголицы также содержит букву (dz), которая использовалась тогда только в диалектах в области сегодняшней Словакии. С другой стороны, в современном словацком языке есть много религиозных понятий (совесть, вера, душа, Создатель, молятся, Святой Дух и т. д.) полученных из старославянского.
Во время миссии в Моравии братья перевели всю Библию на старославянский язык, а также свод законов, литургические тексты и другое. Они считаются благодаря этой миссии основателями (всей) славянской литературы. В марте 868 года старославянский язык был даже допущен римским папой, как четвёртый литургический язык в западной церкви наряду с латынью, греческим и еврейским языком, чего ни один папа более не повторял до XX века для другого языка. Снабжённый локальными элементами старославянский использовался в Великой Моравии наряду с латинским, (по меньшей мере), для официальных и религиозных целей. Культурная форма локального языка использовалась в Великой Моравии двором и образованными людьми.

### X—XV века
В начале X века вторжение мадьярских племён в современную южную Словакию положило конец Великоморавской державе. Словакия вошла в X—XI веках, а северные области только в XIV веке, в состав венгерского королевства. В составе королевства Венгрия ещё до XII века просуществовала автономия Нитранское княжество. Повесть временных лет описывает славян в Словакии как самостоятельный народ на среднем Дунае XI века. Властитель Нитранского княжества Эммерих обозначается как князь Склавонии («dux Sclavoniae») (1029 год). Тексты различают с XI века в пределах Венгерского королевства собственно Венгрию, Словакию и Трансильванию. Группа славистов (ср. выше) считает, что праславянское языковое единство распалось лишь в X веке. По господствующему мнению словацких лингвистов словацкий язык начал развиваться с X века как самостоятельный язык.
В Средние Века, по меньшей мере до Позднего Средневековья, а местами и гораздо позже, словаки жили также и в нынешней Венгрии наряду с мадьярами, и в юго-восточной Моравии (так называемая Моравская Словакия; до Позднего Средневековья эта область отчасти принадлежала Венгрии), в северо-западной Румынии, а также в Австрии и на Украине.

## Религия
Большинство словаков принадлежит к римско-католической церкви.
В XVI—XVII веках часть словаков стали лютеранами (10,8 %). Почти столько же составляет Словацкая грекокатолическая церковь. Небольшая часть (0,64 %) относится к Православной церкви Чешских земель и Словакии.